# Балтагулов Тюрегельді Балтагулович
Тюрегельді Балтагулович Балтагулов (1920, село Кош-Алмурут, тепер Ала-Букинського району Джалал-Абадської області, Киргизстан — 16 лютого 1966, місто Фрунзе, тепер Бішкек, Киргизстан) — радянський киргизький державний діяч, 1-й секретар Джалал-Абадського та Ошського обласних комітетів КП Киргизії, голова Ошського облвиконкому, голова Киргизької республіканської ради профспілок. Депутат Верховної ради Киргизької РСР 2-го і 4-го скликань. Депутат Верховної ради СРСР 5—6-го скликань.

## Життєпис
Народився в селянській родині.
У 1938 році — відповідальний секретар редакції Караванської районної газети «Колгосп Джолу» Киргизької РСР.
У 1938—1939 роках — студент Фрунзенського державного вчительського інституту Киргизької РСР.
У 1939—1940 роках — директор та вчитель Бала-Саринської неповної середньої школи Кіровського району Фрунзенської області Киргизької РСР.
У 1940 році — студент Фрунзенського державного вчительського інституту Киргизької РСР; директор та вчитель Кош-Алмурутської неповної середньої школи Алабукинського району Джалал-Абадської області Киргизької РСР.
У 1940—1941 роках — інспектор шкіл Алабукинського районного відділу народної освіти Джалал-Абадської області.
Член ВКП(б) з 1941 року.
У 1941—1942 роках — завідувач Алабукинського районного відділу народної освіти Джалал-Абадської області.
У 1942—1943 роках — заступник завідувача відділу пропаганди та агітації, завідувач організаційно-інструкторського відділу Алабукинського районного комітету КП(б) Киргизії Джалал-Абадської області.
У 1943—1946 роках — секретар Джалал-Абадського обласного комітету ЛКСМ Киргизії з пропаганди та агітації.
У 1946—1948 роках — 1-й секретар Джалал-Абадського обласного комітету ЛКСМ Киргизії.
У 1948—1949 роках — завідувач адміністративного відділу Джалал-Абадського обласного комітету КП(б) Киргизії.
У 1949—1952 роках — слухач Вищої партійної школи при ЦК ВКП(б) у Москві.
У 1952—1954 роках — секретар Ошського обласного комітету КП Киргизії.
У 1954—1955 роках — голова виконавчого комітету Ошської обласної ради депутатів трудящих.
У 1955 — січні 1959 року — 1-й секретар Джалал-Абадського обласного комітету КП Киргизії.
У січні 1959—1960 роках — голова виконавчого комітету Ошської обласної ради депутатів трудящих.
У 1960—1962 роках — 1-й секретар Ошського обласного комітету КП Киргизії.
У 1962 — 16 лютого 1966 року — голова Киргизької республіканської ради професійних спілок.
Помер 16 лютого 1966 року після важкої хвороби в місті Фрунзе (Бішкек). Похований 18 лютого 1966 року на Ала-Арчинському цвинтарі

## Нагороди
- орден Леніна
- три ордени «Знак Пошани»
- медаль «За трудову доблесть»
- медалі